# Constitución de Panamá
La Constitución Política de la República de Panamá de 1972 es la carta fundamental panameña, actualmente vigente. Es la cuarta carta magna en el país luego de las constituciones de 1904, 1941 y 1946, Fue aprobada el 11 de octubre de 1972 por la Asamblea Nacional de Representantes de Corregimientos, durante el gobierno de la dictadura militar del General Omar Torrijos Herrera. 
Su texto original ha sido reformada por los Actos Reformatorios de 1978, el Acto Constitucional de 1983, los Actos Legislativos n.º 1 de 1993 y n.º 2 de 1994 y el Acto el autor es Legislativo n.º 1 de 2004, que la adaptaron a un sistema democrático pluripartidista y derogaron provisiones de la estructura militar.

## Historia
Panamá ha contado o apropiado con cuatro constituciones a lo largo de su historia: la primera fue de 1904, este primer texto se promulgó en febrero de 1904, tres meses después de la separación de Colombia y se inspiró en la Constitución colombiana de 1886. La de 1941, la de 1946 y la de 1972. 
En 1939, el presidente Juan Demóstenes Arosemena (1936-1939), antes de su muerte, llevó a la Asamblea un paquete de reformas, que se presentaron a votación popular, bajo la presidencia de Arnulfo Arias Madrid y se aprobaron en diciembre de 1941. Esta Constitución fortaleció la independencia del Órgano Judicial, creó el Tribunal Electoral y aumentó de cuatro a seis años el mandato presidencial. 
La Constitución de 1941 también derogó el artículo 136 de la constitución de 1904, donde se le otorgaba facultades a los Estados Unidos de América de intervenir en todo el territorio nacional, cuando fuera conveniente. Desde ese momento, Panamá pasó de ser un protectorado de facto de los EE. UU. y empezó a luchar por su soberanía.
La Constitución de 1946 se aprobó siendo presidente Enrique A. Jiménez, luego de haber derrocado al gobierno democráticamente electo [cita requerida] que aprobó la constitución de 1941. En esta ocasión se retomó la mayor parte de la constitución de 1904, pero esta vez sin el polémico artículo 136.
La actual Constitución de 1972, es la cuarta más antigua vigente del siglo XX en Hispanoamérica, precedida únicamente por la de México (1917), Costa Rica (1949) y Uruguay (1967). Se promulgó después del Golpe de Estado de 1968, perpetrado por sectores del ejército panameño encabezados por Boris Martínez y Omar Torrijos, que habían derrocado por segunda ocasión a Arnulfo Arias de la presidencia.[cita requerida]
Para la aprobación de la nueva Carta se nombró una Asamblea Nacional de Representantes de Corregimientos, que sustituyó a la Asamblea Nacional y que estaba integrada por 505 representantes. Esta norma dio poderes casi absolutos al régimen militar y en la constitución se nombraba a Torrijos como líder máximo de la revolución panameña. 
La Constitución de 1972 ha sido reformada en cinco ocasiones, la última en 2004.  En las reformas se reintrodujo un sistema político pluripartidista republicano liberal a partir de 1984.

## Estructura
La Constitución Política de Panamá establece como forma de Estado la república presidencialista con un sistema democrático de gobierno basado en tres órganos separados: el legislativo, el ejecutivo y el judicial.
La constitución actualmente vigente se estructura en 328 artículos, agrupados en un preámbulo y 15 títulos.
- Preámbulo
- Título I El Estado Panameño (art.1-7)
- Título II Nacionalidad y Extranjería (art.8-16)
- Título III Derechos y Deberes Individuales y Sociales (art.17-130)
- Título IV Derechos Políticos (art.131-145)
- Título V El Órgano Legislativo (art.146-174)
- Título VI El Órgano Ejecutivo (art.175-200)
- Título VII La Administración de Justicia (art.201-224)
- Título VIII Regímenes Municipal y Provinciales (art.225-256)
- Título IX La Hacienda Pública (art.257-281)
- Título X La Economía Nacional (art.282-298)
- Título XI Los Servidores Públicos (art.299-309)
- Título XII Fuerza Pública (art.310-312)
- Título XIII Reforma de la Constitución (art.313-314)
- Título XIV El Canal de Panamá (art.315-323)
- Título XV Disposiciones Finales y Transitorias (art.324-328)